# Heteroxenotrichula squamosa
Heteroxenotrichula squamosa är en djurart som tillhör fylumet bukhårsdjur, och som beskrevs av Wilke 1954. Heteroxenotrichula squamosa ingår i släktet Heteroxenotrichula och familjen Xenotrichulidae. Inga underarter finns listade i Catalogue of Life.